# Jean Bouloumié
Jean Bouloumié (né le 22 décembre 1878 à Vittel et mort le 3 mars 1952 dans cette même ville) fut maire et conseiller général de Vittel, directeur de la station thermale de Vittel et de la Société des Eaux de Vittel pendant près de quarante ans.

## L'héritier de la dynastie Bouloumié à Vittel
Né à Vittel le 22 décembre 1878, il est le petit-fils de Louis Bouloumié (1812-1869), fondateur de la station de Vittel dans les années 1850, et le fils d'Ambroise Bouloumié (1843-1903) qui a succédé à Louis. Il succède également à son père en 1903, après des études de médecine à Nancy. Il est administrateur et directeur de la station thermale de Vittel et il succède en 1938 à son oncle Pierre (1884-1929) puis au sénateur Maurice Flayelle comme président du conseil d'administration de la Société générale des Eaux de Vittel (SGEMV), fondée par Ambroise en 1882. 
Jean Bouloumié poursuit le développement de la station thermale lancé par ses prédécesseurs. L'aménagement de la station s'est fait progressivement sans grands apports bancaires, sans l'appui de l’empereur Napoléon III, en fonction des bénéfices de l’entreprise. En 1860, un premier hôtel avait été construit dans la propriété familiale. Le projet d'Ambroise Bouloumié était de faire une véritable station à l’anglaise, luxueuse et verdoyante. Il fit appel à l’architecte Charles Garnier pour doter la station de sa nouvelle galerie, de bains et d’un casino. En 1920, alors que la station thermale a été rouverte en 1919, Jean Bouloumié engage de nouveaux investissements qui donneront à la station le surnom de « cité blanche ». En 1920, le casino est détruit par un incendie. Un nouveau casino est reconstruit en 1930, qui préserve le théâtre de 1908. La galerie-promenoir de Garnier est aussi rénovée par Auguste Bluysen dans les années trente.
Jean Bouloumié a des intérêts depuis 1901 dans Les établissements de Gemmelaincourt et de Gironcourt, c'est-à-dire la verrerie de Gironcourt-sur-Vraine.
En 1913, le grand embouteillage permettant de conditionner industriellement bouteilles et bonbonnes, mis en place en 1903, permet de produire 10 millions de bouteilles Grande Source et 400 000 bouteilles de la source Hépar, source salée découverte en 1873. Ce sont ses deux produits phares et la publicité vante leurs bienfaits, Grande Source pour le rein, Hépar pour le foie. Mais l'entreprise propose aussi, à partir du début des années 1920 « des sels diurétiques à base des sels solubilisés extraits de l’eau de la Grande Source », des « pastilles de Vittel à base de sels calciques et magnésies des eaux de la Grande Source », déclinées à la menthe, au citron et à l'anis et « des comprimés antiacides de Vittel ».
En 1929, le nombre de curistes atteint 11 964, contre 390 en 1874. L'entreprise produit 23,5 millions de bouteilles Grande Source et Hépar en 1925 et 40 millions en 1930. Un embouteillage ultramoderne, raccordé au réseau ferré, est construit cette année-là, avec quatre séries automatisées de 6 000 bouteilles/heure.
Durant les années 1930, la publicité Vittel met l’accent sur les promesses de ses deux eaux: « Prenez une assurance de longévité en lavant vos reins comme vos mains », Grande Source « lave le rein, purifie le sang, nettoie l’organisme ». Les slogans mettent déjà en avant les thèmes de la jeunesse et de la santé : « Il faut rester jeune » (1936), « bonne santé, bon moral » (1937), « Grande Source, l’ange gardien de votre santé » (1938). Le quart Vittel, commercialisé dans les cafés « rafraîchit et désintoxique ». En 1938, Vittel participe à l’équilibre du ménage: « Un mari en bonne santé est un mari prévenant et agréable. Grande Source purifie le sang et désintoxique l’organisme. » Mais la crise économique et la concurrence des autres marques provoquent un ralentissement de l'activité. Les Eaux de Vittel ne produisent que 21 millions de bouteilles en 1939. De même, la station thermale est aussi touchée par la crise.
Au lendemain de la Seconde Guerre mondiale, Vittel communique toujours sur ses deux marques : « Prenez chaque matin, à jeun, un verre de Grande Source pour le rein ou un demi verre de Source Hepar pour le foie. » En 1952, Vittel promeut le « teint frais » et rappelle que « votre beauté dépend de votre santé ». L'entreprise se développe encore. Alors qu'elle produisait 14 millions de bouteilles en 1921, elle en produit 34 millions en 1947 et dépasse les 100 millions en 1950. La gamme s'élargit aussi: lancement en 1945 de la Vitteloise, de Vittel-délices, premier soda lancé en France en 1951 et de Vittel-fraise, la même année. En 1949, le capital de la SGEMV passe de 58 840 000 francs à 176 520 000 francs, divisé en 235360 actions de 750 francs et le bilan comptable s'élève au 31 décembre 1948 à 288 361 058 francs.
Jean Bouloumié est membre titulaire de la Chambre de commerce d'Épinal à partir de 1929 et vice-président du syndicat national des stations thermales. Il est membre, de 1902 à sa mort, de la Société forestière de Franche-Comté et des provinces de l'Est. Sous l'Occupation, il est nommé en 1941 membre de la direction du Comité d'organisation du thermalisme par le régime de Vichy. Et nommé en mai 1943 membre de la commission provisoire d'organisation de la famille professionnelle de la santé, fondée en application de la Charte du travail du 4 octobre 1941; il en démissionne à la fin de l'année 1943.
Ancien combattant de la Grande Guerre, il est titulaire de la Croix de guerre et président d'honneur de la section locale de la Légion vosgienne, l'association départementale des anciens combattants.
Il meurt le 3 mars 1952 à Vittel. Comme il était resté célibataire, les sociétés sont ensuite dirigées par sa sœur Germaine Bouloumié (1885-1981), puis par leur neveu, Guy de la Motte-Bouloumié, de 1972au rachat de l'entreprise par Nestlé en 1992. 
À Vittel, un stade porte aujourd'hui son nom, de même qu'un prix attribué lors de courses hippiques.

## Mandats électoraux et engagement politique

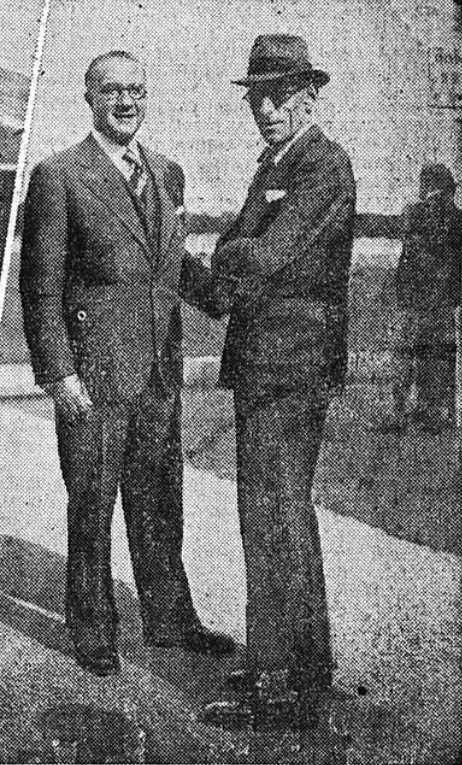
Serge Gas, directeur général de l'assistance publique et Jean Bouloumié, maire de Vittel dans Le Figaro du 16 août 1939.

Comme son grand-père, son père et son oncle, Jean Bouloumié s'intéresse à la politique et cumule les mandats locaux. Louis Bouloumié était républicain. Conseiller municipal de Rodez en 1846, il a participé à la Révolution de 1848 et fondé le journal L’Aveyron Républicain, ce qui lui a valu de nombreux déboires. En 1848, il fut partisan du général Cavaignac, candidat malheureux contre Louis-Napoléon Bonaparte aux élections présidentielles. Il figura sur les listes noires du coup d’État de Napoléon III le 2 décembre 1851, fut plusieurs fois emprisonné et fut même exilé. Ambroise Bouloumié avait été bonapartiste plébiscitaire puis l'un des chefs de file des conservateurs vosgiens à la fin du XIXe siècle, maire de Vittel de 1875 à 1900 et conseiller général des Vosges de 1889 à 1903. Pierre Bouloumié, un de ses fils, est un républicain modéré.
Son nom apparaît aux côtés de celui de son père en 1896, dans une liste de souscription de La Libre Parole pour élever un monument en l'honneur du marquis de Morès, militant nationaliste et antisémite.
Jean Bouloumié est maire URD de Vittel de 1919 à 1945. Il est conseiller général du canton de Vittel de 1919 à 1940, puis de 1945 à 1952. 
C'est un républicain national, marqué par « l'esprit ancien combattant », adversaire des partis de gauche. En 1933, il dénonce la « politique qui conduit la France à la ruine et à la guerre ». Lors des cérémonies du 11 novembre à Vittel, il loue les anciens combattants, « ceux qui ont consenti au salut de la Patrie le suprême sacrifice et qui sortiraient de leur tombe pour maudire leurs indignes successeurs ». En 1937, alors qu'il affronte un candidat communiste aux cantonales, il affirme son refus « de la dictature d'un homme, d'un parti, d'une classe » et du marxisme représenté par le PCF et la SFIO et lance un appel à tous les « républicains antirévolutionnaires - modérés, radicaux, socialistes français ». Il se pose en défenseur de la République - il ne lui reconnaît comme principal défaut que l'instabilité du gouvernement -, et de « la liberté et l'ordre dans la démocratie ». Il affirme que « le nazisme et le fascisme sont des conceptions aussi étrangères à nos aspirations qu'à nos tempéraments ».
Il est l'un des actionnaires du quotidien vosgien conservateur et clérical Le Télégramme des Vosges, fondé en octobre 1918 et dirigé par l'abbé Henri Barotte. Il finance aussi le périodique local républicain national la Plaine des Vosges, imprimé à Mirecourt et qui rayonne sur les circonscriptions de Mirecourt et Neufchâteau.
Bouloumié s'est intéressé aux Croix-de-Feu à partir de 1934. Il a demandé à son ami Georges Laederich des renseignements sur cette ligue et voulait alors organiser une grande réunion de propagande avec son dirigeant, le colonel François de La Rocque. Même s'il n'occupe pas le poste de président de section, il est le véritable chef et l'animateur de la section Croix de Feu de Vittel, présidée par Marcel Soulier et fondée en juillet 1934. On relève parmi les membres influents de la section le directeur des travaux de la ville, secrétaire de section, le sous-directeur de ce même service, trésorier, les trois adjoints au maire, le sous-directeur de la Société des Eaux, le directeur de la Compagnie des nouvelles sources et le directeur des sodas Vittel, ainsi que des chefs de service et des employés municipaux. La section compte 350 adhérents en mars 1936, ce qui en fait la principale section de l'arrondissement. Jean Bouloumié prononce en 1935 une conférence sur l'Italie qu'il vient de visiter pour les membres de la section de Vittel. 

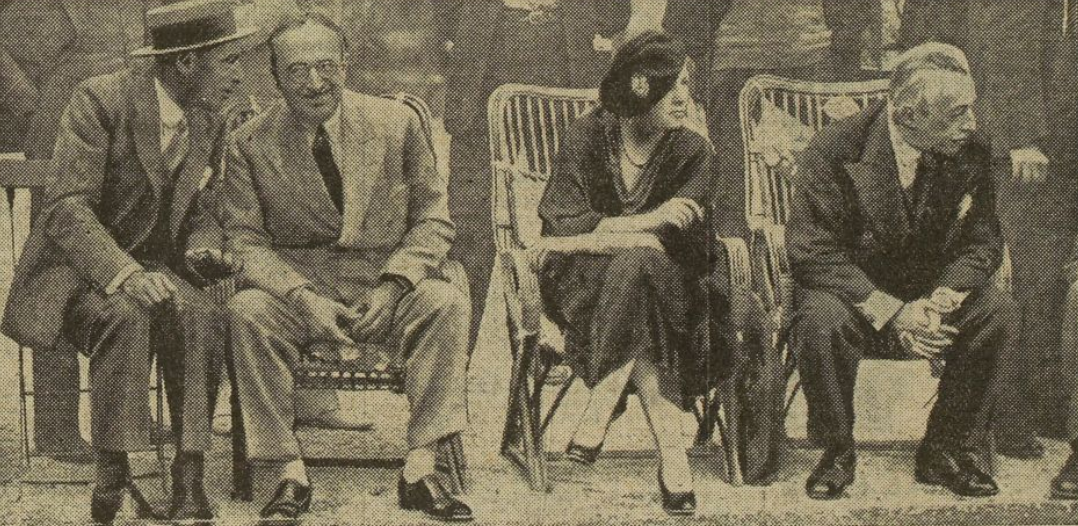
Jean Bouloumié, maire de Vittel, André Tardieu, Mme Louis Vieillard et Louis Vieillard, sénateur de Belfort à Vittel dans Excelsior du 24 août 1934.

Il préside dans sa ville, le 26 février 1936, une réunion de propagande organisée par le Groupe d'action républicaine et nationale de l'arrondissement de Neufchâteau, constitué à l'été 1935 sous l'impulsion de Gilbert Getten, avec comme orateur principal Philippe Henriot. Il y assiste aux côtés de la plupart des élus de droite de l'arrondissement. La réunion devait se tenir à Neufchâteau mais elle a été interdite à la demande des partis de gauche; Jean Bouloumié a alors accueilli cette réunion à Vittel. 
La section Croix de Feu de Vittel se transforme à l'été 1936 en section du Parti social français (PSF), présidée par Marcel Soulier jusqu'en 1937, puis par Raymond Forêt, ancien Croix de Feu également, officier de réserve. Le PSF revendique l'appartenance au parti de Bouloumié lors des cantonales de 1937 mais les modérés sont parvenus dans ce département à se mettre d'accord pour des candidatures uniques et il n'a pas mis cette étiquette en avant, même si son appartenance est notoire. Et surtout, il bénéficie de son ancienneté, de sa position sociale et des nombreux réseaux dans lesquels il est intégré. Il a été facilement réélu au premier tour.
Il est également proche du Rassemblement national lorrain en 1936 et 1937. Il a assisté à deux grandes réunions organisées par le RNL, à Nancy en octobre 1936 et en janvier 1937 à Neufchâteau. 

A la demande de Georges Laederich, il fait partie des patrons qui fondent à Nancy en avril 1937 une officine patronale anticommuniste, la Société lorraine d'étude et d'expansion économique (SLEEE). Son entreprise contribue à son financement. Il déclare ainsi en 1945 : 

« Laederich me l’a présenté comme ayant un but économique et social et en même temps un moyen de propagande contre les menées révolutionnaires et notamment communistes. (…) Je ne lui ai d’ailleurs connu qu’une activité politique. (…) J’ai souscrit 10 actions de cent francs pour le compte de la Société Générale des Eaux de Vittel. Personnellement je n’ai jamais remis d’argent à la SLEEE. Par contre la Société des Eaux de Vittel par mon intermédiaire a financé la SLEEE à deux reprises autant que je me souvienne (…) pour chaque fois de l’ordre de 20 à 40 000 francs ». »

En 1938, lors de la crise de Munich, il est munichois, mais un munichois modéré qui déplore que la guerre a été écartée « au prix de sacrifices cruels pour le renom et le prestige de la France ». C'est donc pour lui l'occasion d'espérer « un énergique programme de redressement national » .
Sous l'Occupation, le quotidien nancéien qui remplace L'Est républicain, L'Echo de Nancy (contrôlé par les Allemands), lui donne la parole en octobre 1940 pour louer son rôle lors de l'exode, au moment de la défaite des armées françaises et de l'arrivée des troupes allemandes à Vittel en juin 1940 et son appel à la discipline de la population face aux privations nécessitant de rompre « avec les habitudes de laisser-aller, de facilité et de dépenses contactées au cours de ces dernières années » et à « ne rien faire qui puisse aigrir nos rapports avec les autorités d'occupation ». Il est maintenu maire de Vittel et désigné en 1943 membre du Conseil départemental, qui remplace le Conseil général. Il a cherché à être nommé au Conseil national mis en place par le régime de Vichy et a demandé en octobre 1941 à Georges Laederich, conseiller national, d'intercéder en sa faveur, mais cela n'a pas abouti. Il fait entrer Laederich au conseil d'administration de la SGEMV cette année-là.
Sans doute en raison du climat politique né de la Libération et de l’épuration, Bouloumié ne s’est pas présenté aux municipales de 1945. En octobre 1947, il se présente à nouveau aux élections municipales et mène une liste qui affronte une liste communiste. Tous les candidats de sa liste sont élus au premier tour. Mais les conseillers municipaux ne le choisissent pas comme maire, lui préférant Charles Villeminot, conseiller municipal depuis 1919, élu pour la première fois sur la liste menée par Bouloumié, deuxième adjoint en 1945. Ce qui provoque sa démission. 

En revanche, Bouloumié a retrouvé son mandat de conseiller général. Il bat en 1945 un candidat communiste, conseiller municipal de Vittel, qui a cependant réussi à obtenir 39,5 % des suffrages. Le nouveau conseil général des Vosges siège pour la première fois le 29 octobre 1945, depuis sa dernière séance du 15 mai 1940. Jean Bouloumié étant le doyen d’âge de l’assemblée – il siège depuis 26 ans -, il lui revint donc la charge de présider cette première séance, et de faire un discours. Dans lequel il tint à rappeler aux nouveaux élus, à ceux de gauche surtout, que le conseil général est « une assemblée d’où sont bannis le sectarisme, la surenchère démagogique et le verbiage » et où il s’agit seulement de se mettre d’accord « pour prendre des mesures édictées par l’intérêt du département et de sa population », en travaillant dans « le calme, l’ordre, la méthode, la concorde et l’honneur ». Il rappelle « les résistants traqués et atrocement abattus » et célèbre le général de Gaulle : 

« Comme toujours dans le cours de son histoire, la France a trouvé l’homme qui l’a tirée de l’abîme de la servitude, du désespoir, dans lequel l’avaient plongé la défaite et la trahison de Français indignes. Il n’est pas excessif de dire que, comme Jeanne d’Arc (…) le général de Gaulle en galvanisant les énergies nationales, (…) en organisant la résistance nationale, a sauvé la France, lui a rendu son honneur d’abord, lui a rendu ensuite son existence même. (…) Les Vosgiens l’ont bien compris (…), ils ont tenu à témoigner ces jours derniers en même temps que leur attachement aux organisations républicaines et aux principes démocratiques leur confiance et leur reconnaissance en leur libérateur. »

Lors de cette séance, le bureau du conseil général est élu. Bouloumié eut une voix, la sienne sans doute, lors de l’élection des deux vice-présidents. Il retrouve son poste à la commission des voies de communication et de l’agriculture. Il retrouve son siège aussi à la commission départementale, qu’il va dorénavant présider.